# Тарбеевка
Тарбеевка (Ольшанка) — деревня в Знаменском районе Тамбовской области России. Входит в состав Покрово-Марфинского сельсовета.

## География
Деревня находится в центральной части Тамбовской области, в лесостепной зоне, на левом берегу реки Большая Липовица, к западу от автодороги Р193, на расстоянии примерно 26 километров (по прямой) к западу от Знаменки, административного центра района. Абсолютная высота — 165 метров над уровнем моря.

### Климат
Климат характеризуется как умеренно континентальный, относительно сухой, с тёплым летом и холодной продолжительной зимой. Среднегодовое количество осадков составляет около 550 мм, из которых большая часть выпадает в тёплый период. Снежный покров устанавливается в середине декабря и держится в течение 138 дней.

## История
В 1860 г. Ольшанка (Тарабеевка) насчитывала 27 дворов с населением крестьян - 120, дворовых - 14. Всего 220 десятин земли. Принадлежала жене генерала Аристарха Петровича Пичугина - Анне Ивановной Пичугиной (Топильской) (1811).
Список населённых мест Тамбовской губернии по сведениям 1862 года описывает деревню Ольшанку (Тарабеевку) Тамбовского уезда 4-го стана, по правую сторону Воронежского транспортного тракта на г. Усмань, при реке Липовице. Число дворов - 30 с населением 281 житель.
Согласно епархиальным сведениям 1911 года, в то время в деревне насчитывалось 66 крестьянских дворов с населением: мужского пола — 230, женского пола — 242 человек; всего 472 жителя. Имелось имение генерал-лейтенанта Николая Аристарховича Пичугина, доставшееся ему от матери.
По данным Всесоюзной переписи 1926 года деревня насчитывала 108 домохозяйств, с населением женского пола — 303, мужского — 304, всего 607 жителей.
В 1932 году деревня насчитывала 570 жителей.
В 1941 году деревня вместе насчитывала 79 домохозяйств. Действовал мучной завод.

## Население
| 2010 |
| ---- |
| 32   |

### Половой состав
По данным Всероссийской переписи населения 2010 года в гендерной структуре населения мужчины составляли 46,9 %, женщины — соответственно 53,1 %.

### Национальный состав
Согласно результатам переписи 2002 года, в национальной структуре населения русские составляли 84 % из 31 чел.